# Beas (Tây Ban Nha)

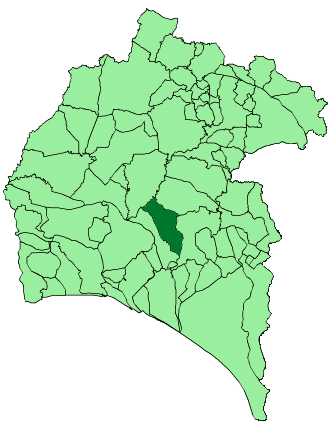
Bản đồ của Beas, Huelva

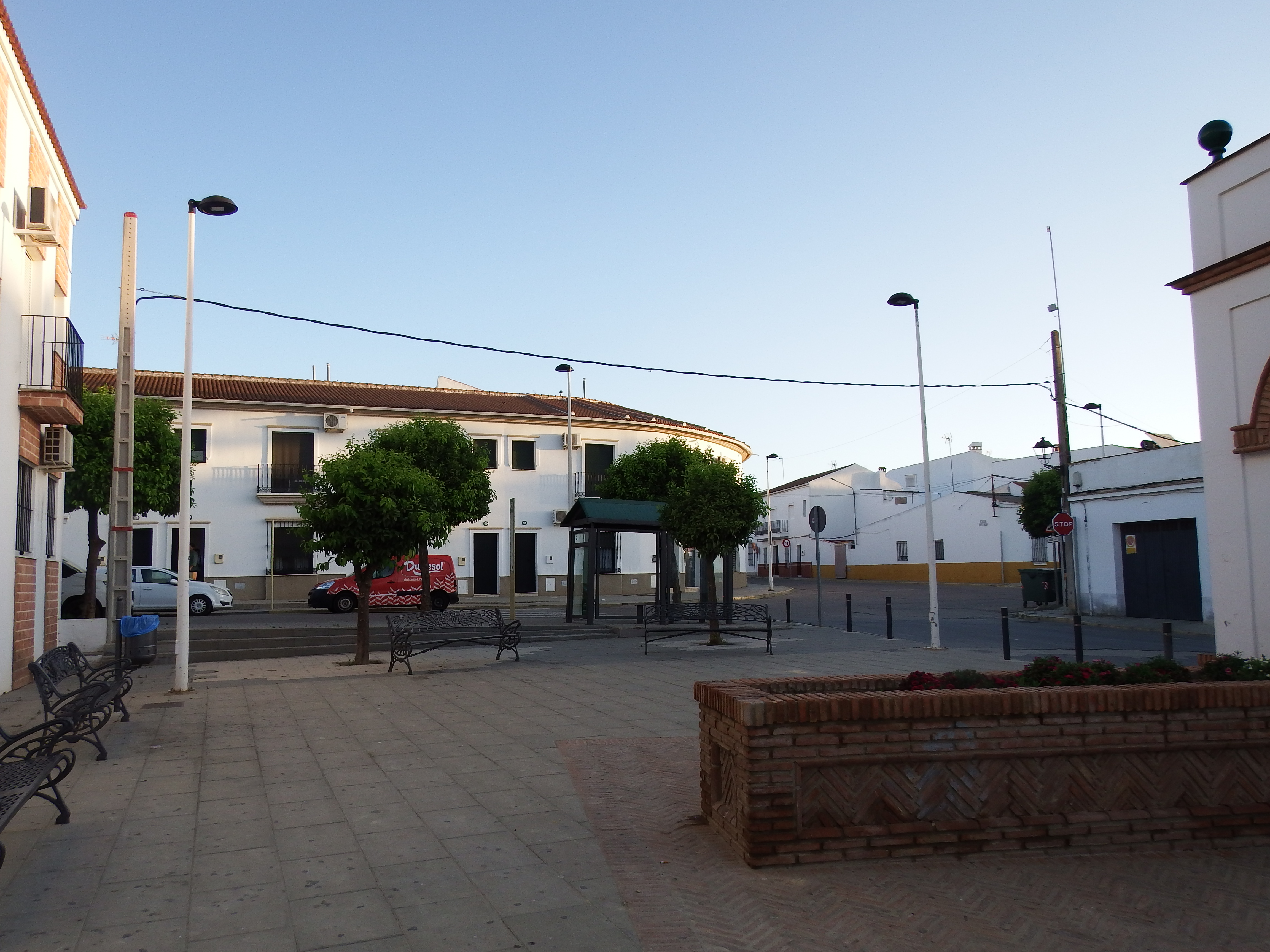

Beas là một đô thị ở tỉnh Huelva, Tây Ban Nha. Theo cuộc điều tra dân số năm 2005, thị trấn này có dân số 4.162 người. Diện tích của Beas là 144 ki-lô-mét vuông, mật độ dân số 29,65 người/km². Mã số bưu chính của đô thị này là 21.630. Thị trưởng hiện nay là Alcalde Juan Elías Beltrán Beltrán. Đô thị này cách tỉnh lỵ Huelva 30 km.

## Dân số
| 1999  | 2000  | 2001  | 2002  | 2003  | 2004  | 2005  |
| ----- | ----- | ----- | ----- | ----- | ----- | ----- |
| 4,165 | 4,124 | 4,085 | 4,023 | 4,036 | 4,139 | 4,162 |

Nguồn: INE (Tây Ban Nha)